# 劉鳳儀 (明朝)
劉鳳儀（1457年—1507年），字天瑞，號北村，山西潞州襄垣县人，軍籍。明朝政治人物。同進士出身，官至刑部員外郎。

## 生平
劉鳳儀是景泰年間舉人劉潔之子。成化十六年（1480年）考中庚子科山西乡试第四名舉人，弘治三年（1490年）中式庚戌科進士。初授山東高密知縣。任內興辦學校，緝捕盜賊，應對蝗災。陞任戶部主事，丁母憂，服闋，改刑部主事，轉刑部員外郎。入鄉賢祠。光緒《重修襄垣縣志》有傳。。

## 家族
曾祖劉徵；祖父劉端，教諭 贈御史；父劉潔，浙江按察司副使。母李氏（封孺人）。慈侍下。弟劉鳳鳴爲舉人，官至潁州知州。長子劉龍，弘治十二年（1499年）己未科進士，官至南京兵部尚书。次子劉夔，正德六年（1511年）辛未科進士，官至保定巡撫。